# Droga krajowa B119 (Austria)
Droga krajowa B119 (Greiner Straße) – droga krajowa Austrii. Trasa zaczyna się na przedmieściach miasteczka Amstetten i prowadzi w kierunku północnym. Po przekroczeniu Dunaju arteria biegnie przez kilka kilometrów wspólnym śladem z B3. B64 kończy się w pobliżu granicy z Czechami na kolizyjnym skrzyżowaniu z Gmündner Straße w miejscowości Weitra.

## Odgałęzienie B119a
Droga krajowa B119a – 7,5 kilometrowe połączenie drogi B119 z Königswiesener Straße.